# Kapronca-Kőrös megye
Kapronca-Kőrös megye (horvátul Koprivničko-križevačka županija) Horvátország északi részén fekszik, székhelye Kapronca.

## Települések
Kapronca-Kőrös megyében 3 város és 22 község található. (Zárójelben a horvát név szerepel.)

### Városok
| Város                     | Lakosság |
| ------------------------- | -------- |
| Kapronca (Koprivnica)     | 30.994   |
| Kőrös (Križevci)          | 22.324   |
| Szentgyörgyvár (Đurđevac) | 8.862    |

### Községek
| Település                     | Lakosság |
| ----------------------------- | -------- |
| Apajkeresztúr (Rasinja)       | 3.818    |
| Décseszentpál (Ferdinandovac) | 2.107    |
| Gyelekóc (Đelekovec)          | 1.824    |
| Dörnye (Drnje)                | 2.156    |
| Góla (Gola)                   | 2.760    |
| Gorbonok (Kloštar Podravski)  | 3.603    |
| Gornja Rijeka                 | 2.035    |
| Hlebine                       | 1.470    |
| Kalinóc (Kalinovac)           | 1.725    |
| Kamarcsa (Novigrad Podravski) | 3.161    |
| Koprivnički Bregi             | 2.549    |
| Koprivnički Ivanec            | 2.361    |
| Légrád (Legrad)               | 2.764    |
| Molna (Molve)                 | 2.379    |
| Nagykemlék (Kalnik)           | 1.611    |
| Novo Virje                    | 1.412    |
| Peteranec                     | 2.848    |
| Podravske Sesvete             | 1.778    |
| Prodavíz (Virje)              | 5.197    |
| Sokolovac                     | 3.964    |
| Sveti Ivan Žabno              | 5.628    |
| Sveti Petar Orehovec          | 5.137    |

## Fordítás
- Ez a szócikk részben vagy egészben  a   Gespanschaft Koprivnica-Križevci című német Wikipédia-szócikk fordításán alapul.  Az eredeti cikk szerkesztőit annak laptörténete sorolja fel. Ez a jelzés csupán a megfogalmazás eredetét és a szerzői jogokat jelzi, nem szolgál a cikkben szereplő információk forrásmegjelöléseként.